# Eugène Gareau
Pour les articles homonymes, voir Gareau.
Eugène Gareau est un homme politique français né le 20 juillet 1811 à Paris et mort le 8 mars 1888 à Paris.
Notaire, il est chef de bataillon de la garde nationale, conseiller général et député de Seine-et-Marne de 1852 à 1863, siégeant dans la majorité soutenant le Second Empire.
Il est membre de la Société d'archéologie, sciences, lettres et arts du département de Seine-et-Marne. Il demeure au no 14 rue Duphot à Paris.
Il est inhumé au cimetière du Père-Lachaise (10e division).

## Sources
- « Eugène Gareau », dans Adolphe Robert et Gaston Cougny, Dictionnaire des parlementaires français, Edgar Bourloton, 1889-1891 [détail de l’édition]